# 吉川祐子
吉川 祐子（よしかわ ゆうこ、1952年 - ）は、日本の民俗学者。学位は、博士（民俗学）（國學院大学・2003年）。

## 来歴
静岡県磐田市出身。大谷大学文学部を卒業した。
2003年に「遠野昔話の民俗誌的研究」で博士（民俗学）の学位を國學院大学より取得した。
2002年時点では静岡常葉学園大学非常勤講師。

## 著書

### 単著
- 『静岡県子ども民俗誌 ハレの日の名優』静岡新聞社、1999年
- 『遠野昔話の民俗誌的研究』岩田書院、2002年
- 『西浦田楽の民俗文化論』岩田書院、2012年

### 編著・共著
- 『白幡ミヨシの遠野がたり』（編）岩田書院、1996年
- 『東海道と祭り』（中村羊一郎との共著）静岡新聞社、1996年
- 『遠野物語は生きている 白幡ミヨシの語り』（編）岩田書院、1997年
- 『柳田国男事典』（野村純一・三浦佑之・宮田登と共編）勉誠出版、1998年
- 『伊豆の伝説 新版』（小山枯柴編著 吉川校訂・現代文訳）羽衣出版〈静岡県の伝説シリーズ〉、2000年
- 『昔話から"昔っこ"へ 白幡ミヨシ・菊池玉の語りより』（編著）岩田書院、2005年